# Туркменское озеро
Туркме́нское о́зеро (туркм. Altyn Asyr köli, Алты́н-Асы́р — «золотой век») — строящийся искусственный водоём на севере Туркменистана, расположенный в природной впадине Карашор.

## География
Расположено в природной впадине Карашор, почти на стыке Балканского, Дашогузского и Ахалского велаятов. Соединяется Главным туркменским коллектором и Дашогузским вводом с орошаемыми массивами. Главный коллектор начинается от Главного левобережного коллектора у посёлка Дейнау на востоке страны и целиком расположен в Центральных Каракумах. Его длина 720 км. Дашогузский ввод имеет длину 385 километров и идёт с северо-востока. Он начинается на 57-м километре Озёрного коллектора и продолжается около 140 км до понижения Зенгибаба. От Зенгибаба идёт канал длиной 45 км до древнего русла Узбоя, затем 160 км по этому руслу до Куртыш-Баба, где происходит соединение с Главным туркменским коллектором. От этой точки дренажные воды идут ещё 26 км по руслу Узбоя до его поворота на юг. Отсюда до впадины Карашор идёт 54-километровый подводящий канал в Карашор.

## История строительства
Коллекторно-дренажные воды, которые образовывались в Марыйском, Ахалском и Балканском велаятах, отводились в реку Амударью, Сарыкамышскую впадину и в понижения Каракумской пустыни, при этом затапливались пастбищные земли. В 60-е годы XX века возникло предложение о создании транскаспийского коллектора, который должен был собрать все дренажные воды от Мургабского, Тедженского и других орошаемых массивов, и направить их в Каспийское море.
В 70-х годах был разработан проект сброса этой воды в замкнутую впадину Карашор. Предполагалось поступление её со стороны Ташауза (ныне Дашогуз) в Карашор по Узбою мимо Сарыкамышского озера, а со стороны Чарджоу (ныне Туркменабад) через центр Каракумов должен был проходить главный коллектор длиной 720 км по руслу пра-Амударьи (Унгузские солончаки). Русла Мургаба и Теджена, которые теряются в песках, предполагалось продлить до главного коллектора. Проектировался также коллектор к Карашору со стороны прикопетдагской равнины. В начале 1980-х строительство началось, но затем было свёрнуто из-за распада СССР. Строительство Туркменского озера началось в 2000 году. К 2008 году был построен Дашогузский ввод длиной 385 километров. Также были построены плотина протяжённостью 600 метров и 22-километровая дамба. От места слияния двух коллекторов до впадины Карашор идёт 74-километровое русло. Ведутся работы на подводящих коллекторах — Мургабском, Тедженском, Джарском сбросе. Первая очередь была введена в эксплуатацию в 2009 году.
Строительство рассчитано на три этапа. По завершении строительства второй и третьей очереди в Туркменистане будет создана единая дренажная система. Общая протяжённость магистральных и подводящих коллекторов, по которым будут собираться дренажные воды, составит 2654 километра. Длина Туркменского озера составит 103 километра, ширина — 18,6 километра, средняя глубина — 69 метров, ёмкость — 132 км³, площадь — около 2000 км². Предполагается ежегодно отводить в него до 10 км³ коллекторно-дренажных минерализованных вод. Предполагается выводить из северного велаята до 210 м³/с, из Лебапского, Марыйского, Ахалского и Балканского велаятов ещё 240 м³/с.
В августе 2013 года начался сброс коллекторно-дренажных вод в будущее озеро.
На заполнение озера потребуется 15 лет и 4,5 миллиарда долларов.

## Растительный мир
На обширном пространстве, примыкающем к Туркменскому озеру и руслу его главных коллекторов, проложивших свой маршрут по территории велаятов страны, произрастает около 400 видов высших растений. Многообразие травяного покрова Карашорской впадины и примыкающей к ней территории весной представлено более 150 видами.
Пустынная флора в большинстве своем представлена древесно-кустарниковыми, кустарниковыми и с мелкокустарниковыми растениями. В зонах более благоприятными для роста растений условиями сформировались рощи саксаула, кандыма, эфедра, солянка Рихтера, гребенщик.
Уникальный растительный мир — настоящее украшение пустыни, её подлинное богатство, особенно если учесть высокий уровень сезонной амплитуды температур. В летний зной столбик термометра обычно поднимается до отметки 45-47 °C, песок же раскаляется до опасной для живых организмов шкалы — 80 °C. Чаще всего саксаул произрастает вблизи русл коллекторных протоков. Ярким примером такого биологического симбиоза служат густые заросли карагача высотой до 4-5 м на участках Таримгая, Зенгибаба, Едиховуз и Узыншор (Дашогузский велаят). Около 100 видов растений пустыни Каракумы используются человеком в его хозяйственной деятельности. Наши предки разработали уникальные технологии изготовления различных целебных настоев и отваров, а также смол, масел, волокон. В настоящее время низина Карашор является местом произрастания влаголюбивых травянистых и кустарниковых растений, принесённых сюда коллекторными водами. Они полностью акклиматизировались в обводнённых низинах и в неглубоких поймах, образуя густые заросли речного тростника и гребенщика, служащие надёжным пристанищем для многих видов пернатых. Эти места облюбовали также дикие пустынные коты и кабаны.

## Животный мир
В районе Туркменского озера и вдоль его коллекторов встречаются 250 видов птиц и 50 видов млекопитающих, а в водах водятся 15 видов рыб. Рядом располагается Капланкырский заповедник.
Скопление у истока современных коллекторных протоков дренажных вод обусловило существенное увеличение зеркальной поверхности некоторых водных бассейнов, вобравших в себя новые обводнённые низины и впадины.
Образовавшаяся система больших и малых озёр и прилегающие к ним территории стали местом обитания различных позвоночных животных (рыб, земноводных, птиц и млекопитающих).
Учеными Национального института пустынь, растительного и животного мира проведена работа по исследованию видового разнообразия и распространения позвоночных животных, обитающих в акватории Туркменского озера, Дашогузского и основных его коллекторных протоков и прилегающих к ним территориях. Результаты последних исследований показали, что в настоящее время биоразнообразие экосистемы Туркменского озера и его главных коллекторов представлено 264 видами птиц, 50 видами млекопитающих, 15 видами рыб.
Территория современного Туркменистана, в том числе впадина Карашор и другие естественные понижения, расположены вдоль основных маршрутов сезонного кочевья большинства видов перелётных птиц. Многие пернатые, особенно водно-болотные, облюбовали для кратковременного отдыха русла главных коллекторных протоков Туркменского озера и примыкающие к побережью обводнённые участки земли.
Русла коллекторных протоков служат маршрутом миграции различных рыб, обосновавшихся, по всей вероятности, на сегодняшний день в акватории Туркменского озера. Дашогузская ветка коллекторной системы пролегает через природную впадину Узыншор. За последние 7—8 лет здесь образовался водный бассейн шириной 3—5 и длиной не 25 км. На неглубоком водном шельфе прекрасно акклиматизировались водоросли, служащие благоприятной средой для роста рыбных икринок и мальков. Уже в 2008 году контрольный улов в озере выявлял особо крупные (весом до 500 г) особи промысловой рыбы.
До наполнения природной впадины водой водно-болотные птицы здесь останавливались редко, чаще пролетая над ней. С образованием же полноводной акватории в этих местах останавливаются стаи перелётных птиц. В 2009 году учеными было учтено 40 видов пернатых, в том числе 20 водно-болотных, из которых 9 видов питаются исключительно рыбой. На мелководье останавливаются для кратковременного отдыха перелётные птицы из отрядов Аистообразные, Цаплевые, Ибисовые, Ржанкообразные (ходулочник, белохвостая пигалица, фифи), а также стаи гусей и чаек.
Географически акватория впадины Карашор вместе с озёрами, прилегающими к руслу основных коллекторных протоков, располагается на пересечении миграционных маршрутов многочисленных птичьих стай, совершающих сезонные перелеты в южные края на зимовку и обратно в Сибирь — места весеннего гнездовья. В период массовой миграции 77 видов водно-болотных птиц останавливаются на отдых в обводнённых низинах Зенгибаба и Узыншора. Это позволяет утверждать, что уже в скором времени экосистема Туркменского озера «Алтын асыр» и прилегающих к нему озёр и протоков станет ареалом гусей, лебедей, уток, пеликанов, бакланов, чаек, крачек и других птиц.
Таким образом, ввод в эксплуатацию Туркменского озера способствует распространению на прилегающей к нему территории водно-болотных птиц, десятков новых видов рыб, в том числе промысловых (значит налаживанию разветвлённой сети рыбных хозяйств), земноводных (жаба, озёрная лягушка), а также ярких представителей семейства млекопитающих — дикого кабана и волка. Местность, прилегающая к водным артериям, станет местом обитания для вновь формирующихся популяций джейранов и куланов, будет увеличиваться численность популяции устюртского барана. Дальнейшее успешное освоение региона будет также способствовать распространению синантропных видов позвоночных животных.

## Перспективы
Предполагается, что создание озера позволит предотвратить затопление низин на площади 4060 км². Существует возможность извлекать соли из воды при её очистке и опреснении, которые могут быть ценным сырьём. Также появляются возможности развития рыбного хозяйства.

## Критика проекта
Коллекторно-дренажные воды слабо минерализованы, загрязнены пестицидами и удобрениями. В условиях пустыни испарение значительно преобладает над осадками, это может привести к повышению минерализации воды и постепенной потере биопродуктивности. Половину притока воды в Туркменское озеро должны дать Дарьярлыкский и Озёрный коллекторы, между тем, воды Озёрного коллектора сейчас подпитывают Сарыкамышское озеро, частично находящееся на территории Узбекистана. Это может привести к спорам между Узбекистаном и Туркменистаном.